# Maison au 4, rue Saint-Martin à Colmar
La maison au 4, rue Saint-Martin est un monument historique situé à Colmar, dans le département français du Haut-Rhin.

## Localisation
Ce bâtiment est situé au 4, rue Saint-Martin à Colmar.

## Historique
L'édifice n'est pas daté exactement, mais le décor des fenêtres présente un style Renaissance.
Les portes sur rue et vestibule ainsi que l'escalier à vis font l'objet d'une inscription au titre des monuments historiques depuis le 18 juin 1929.